# Ébaty
Ébaty is een gemeente in het Franse departement Côte-d'Or (regio Bourgogne-Franche-Comté) en telt 204 inwoners (2005). De plaats maakt deel uit van het arrondissement Beaune.

## Geografie
De oppervlakte van Ébaty bedraagt 2,1 km², de bevolkingsdichtheid is 97,1 inwoners per km².
De onderstaande kaart toont de ligging van Ébaty met de belangrijkste infrastructuur en aangrenzende gemeenten.

## Demografie
Onderstaande figuur toont het verloop van het inwonertal (bron: INSEE-tellingen).

## Externe links

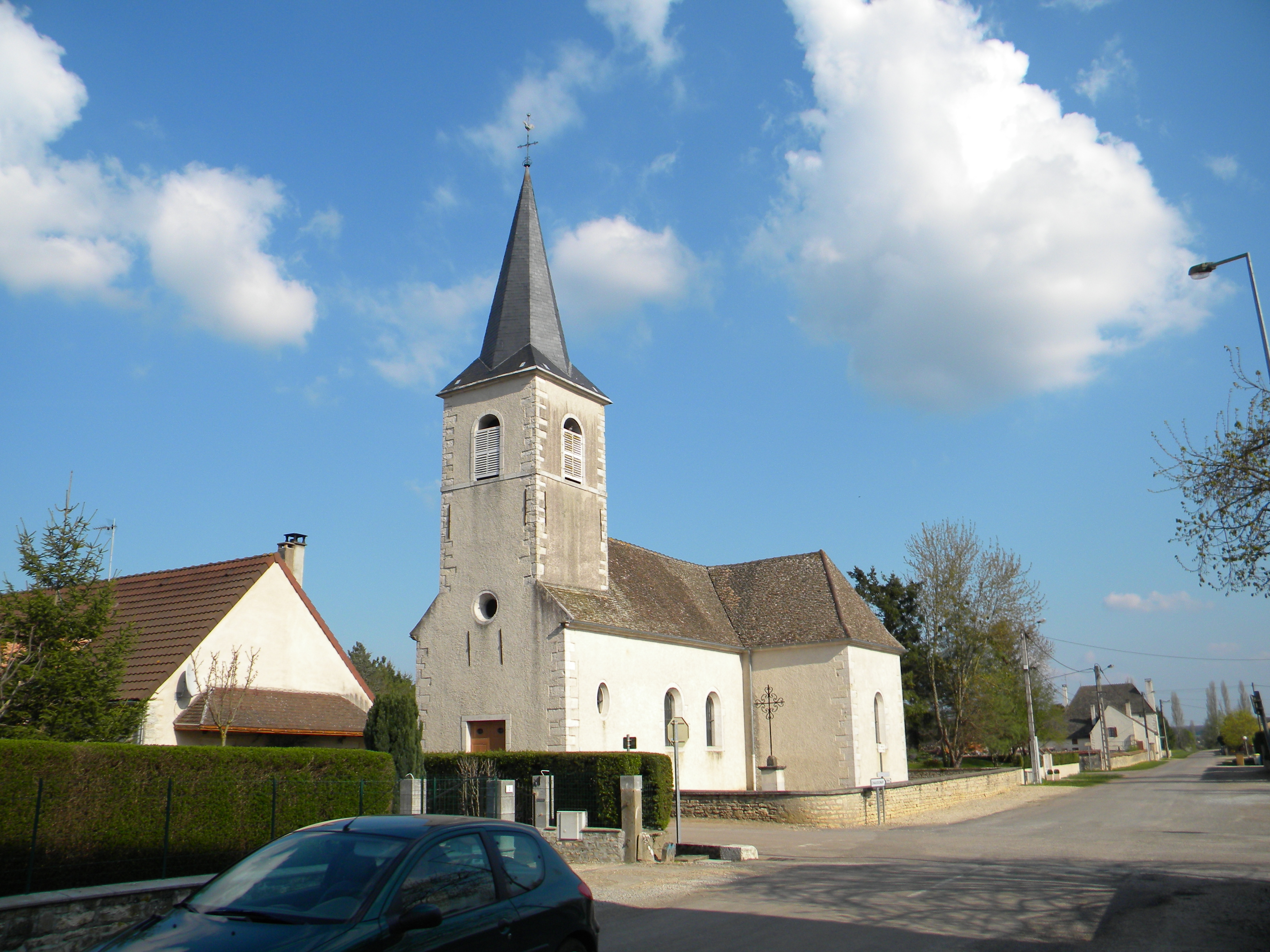
De kerk van Ébaty